# Чалъкови
За българския възрожденски род вижте Чалъкови.
Чалъкови е село в Южна България. То се намира в община Раковски, област Пловдив.

## География
Село Чалъкови е разположено в Горнотракийската низина на 22 км източно от град Пловдив. Землището на селото е разположено на север от река Марица, като тя се явява южната му граница.

## Наименования
В миналото селото се е казвало Доганджа, поради това се предполага, че жителите му са отглеждали ловни соколи (на турски: doğan) за султани, паши и бейове. По-късно е било преименувано Дуванжа.
През 1934 г. селото е преименувано на името на възрожденските дейци братя Чалъкови, родени в Копривщица.

## История
Сведения за съществуване на селото има в турските регистри от 1522 г. Първоначално селото се е намирало на брега на река Марица.
След Априлската епопея през 1876 г., подгонени от немотията, разорени от глад, от близки и далечни краища се заселили и някои родове в селото. Те били от Югово, Катуница, Чешнегирово, Лилково и Арбанаси. В селото живеели и два големи цигански рода - Банталиите и Гоговите.
Фатална и паметна за село Дуванжа е годината 1928, когато е силно засегнато от разрушителното Чирпанско земетресение. Селото е епицентър на втория трус, известен като Поповишкото или Пловдивското земетресение. Тогава северозападният край на селото пропада с 3 метра и се образува яма. След това възстановяването на селото започнало на север от реката. Селото е посетено от цар Борис III, който отпусна заеми за строеж на къщи и стопански сгради. На 30 септември същата година е осветено новото място на селото. Четиридесет от новоизградените къщи са със средства дарени от английския консул в Бургас - Кендел.
През 1931 г. била завършена църквата „Свети мъченик Георги Победоносец“ и се създава читалището.
През 1956 г. селото е наводнено от придошлите води на река Марица. През 1956 г. е издигнат Паметникът на загиналите през Втората световна война - Никола Славов, Георги Запрянов, Борис Стайков. През 1959 г. е построена втората сграда на училището. През 1961 г. са открити Здравен и Родилен дом. През 1975 г. е завършена канализацията на селото.

## Културни и природни забележителности
Основните културни учреждения, намиращи се на територията на селото са
- Народно читалище „Христо Ботев“
- Църквата „Свети мъченик Георги Победоносец“
- Основно училище „Д-р Петър Берон“
- Паметник на загиналите през Втората световна война

- Народно читалище „Христо Ботев“
- Основно училище „Д-р Петър Берон“

- Църквата „Свети мъченик Георги Победоносец“
- Паметник на загиналите през Втората световна война

## Редовни събития
- Всяка година в селото се организира събор на 6 май Гергьовден.
- Фестивал на ориза (първо издание - 15 октомври 2022 г.).

## Други
- Въжен мост над река Марица.
- Параклис "Свети Георги Победоносец", построен в местността Аязмо по лична инициатива и с лични средства на Наско Иванов Петров (Радека).